# Taifa de Lorca
La Taifa de Lorca se creó en el año 1042, al declarar su independencia del emirato de Valencia. El gobernador, Ma'n Ibn Sumadih, creó el estado que se extendía desde la ciudad de Lorca hasta Jaén y Baza.
En 1228, la taifa de Lorca fue restablecida después de la caída de la dinastía almorávide.

## Historia
Aunque la taifa la regentaba Ma'n Ibn Sumadih, casi todo el poder político recaía en la etnia de los Banu Lubbun. Esta familia impulsó varias reformas encaminadas a mejorar el bienestar y la prosperidad de los habitantes de la taifa lorquína. 